# Nhouy Abhay
Nhouy Abhay (* 9. Januar 1909 in Khong, Provinz Champasak, heute: Laos; † 1. Oktober 1963 in Vientiane) war ein laotischer Politiker, der unter anderem zwischen 1951 und 1954 Außenminister war. 

## Leben
Nhouy Abhay war während des Zweiten Weltkriegs (1941–1945) mit Katāy Dōn Sasōrit und französischer Unterstützung Begründer der „Bewegung für die nationale Renovation“, die anti-Thai-Positionen vertrat. Bei der Organisation junger Intellektueller erhielt er die Unterstützung von Charles Rochet, dem Vichy-treuen Beamten für das Schulwesen. Man komponierte eine Nationalhymne, grüßte die Flagge von Laos und publizierte eine eigene Zeitschrift, die zweisprachige Lao Nyai. Er war im ersten Kabinett von Premierminister Prinz Boun Oum zwischen 1949 und 1950 zunächst Minister für Volksgesundheit. Im ersten Kabinett von Premierminister Prinz Souvanna Phouma übernahm er von 1951 bis 1954 das Amt des Außenministers und war zugleich auch Informationsminister. Ferner war er in diesem Kabinett sowie im darauf folgenden Kabinett von Premierminister Katāy Dōn Sasōrit zwischen 1951 und 1955 erstmals Bildungsminister.
Im zweiten Kabinett von Premierminister Prinz Souvanna Phouma hatte er zwischen 1956 und 1957 erst die Ämter als Innenminister sowie als Minister für soziale Wohlfahrt inne und war im Anschluss nach einer Kabinettsumbildung von 1957 bis 1958 abermals Bildungsminister. Zuletzt war er in verschiedenen Regierungen zwischen 1960 und 1962 stellvertretender Premierminister sowie erneut Bildungsminister.
Sein älterer Bruder Kou Abhay war zwischen dem 7. Januar und dem 3. Juni 1960 Premierminister von Laos.